# سیارک ۱۷۲۱۶
سیارک ۱۷۲۱۶ (به انگلیسی: 17216 Scottstuart، نامگذاری:2000AK243) هفده هزار و دویست و شانزدهمین سیارک کشف شده‌است که در ۷ ژانویه ۲۰۰۰ کشف شد.
قدر مطلق سیارک برابر ۲۳.۴ است.